# Консьєржері

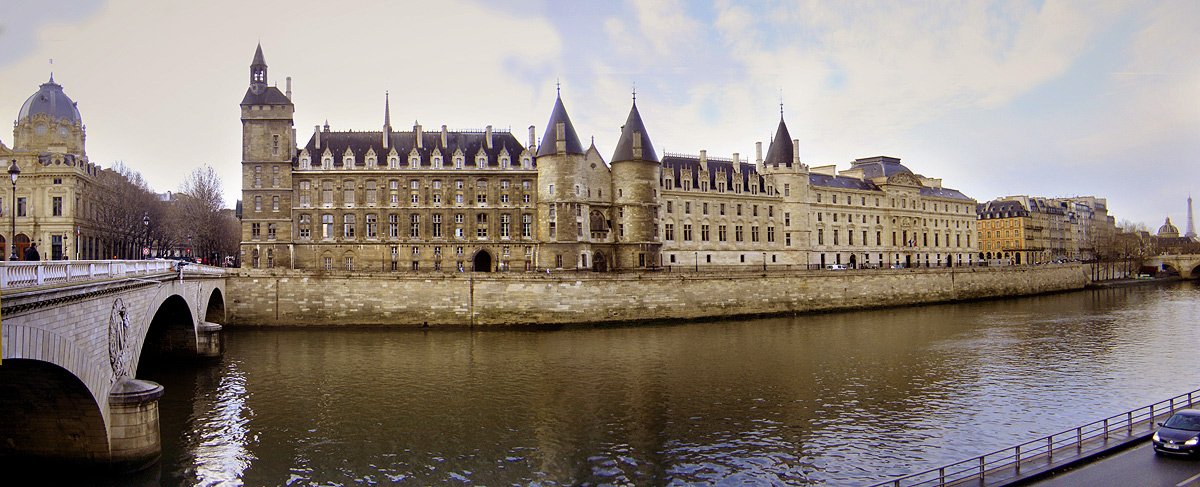
Консьєржері

Консьєржері́ (фр. La Conciergerie) — колишній королівський замок і в'язниця у Парижі.

## Розташування
Розташований у історичному центрі Парижа в першому окрузі, на західному краю острова Сіте недалеко від собору Паризької Богоматері. Замок Консьєржері є частиною комплексу Палацу правосуддя (Palais de Justice), в якому зараз знаходяться муніципальні служби, суд, прокуратура. Комплекс Палацу Правосуддя займає мало не половину острова Сіте. Сьогодні Палац Правосуддя — це різнорідний архітектурний ансамбль з елементами, побудованими з XIII по XX століть.
З часів Капетингів збереглося дві будівлі: королівська каплиця Сент-Шапель та Консьєржері. Обидві  пам'ятки архітектури є сьогодні музеями.
Сотні ув'язнених у часи Французької революції було кинуто в Консьєржері й потім страчено.

## Історія королівського замку
У VI столітті (ймовірно в 508 році) король франків Хлодвіг вибрав острів Сіте для спорудження палацу і таким чином вперше Париж став офіційною резиденцією короля. Хлодвіг прожив у ньому до своєї смерті в 511. В епоху династії Каролінгів центр імперії перемістився на схід; монархи закинули свій палац і місто спорожніло.
У кінці Х століття Гуго Капет (перший король династії Капетингів) розмістив в палаці королівську раду і адміністрацію. Таким чином замок став резиденцією французьких королів, а столицею короля Франції знову зробився Париж, тоді як під час останніх Каролінгів нею був Лан. Протягом чотирьох століть Капетинги займалися переоблаштуванням своєї фортеці.
Син Гуго Капета Роберт II Благочестивий (972—1031), одружившись з Констанцією Арльською (третя дружина), амбітною жінкою, яка народила королю дев'ять дітей, вирішив збільшити королівський замок. Він прилаштував до стін потерни. На північному сході замку побудував Королівський Зал, де засідала Курія (Велика королівська рада (Curia regis), на заході — Королівську палату. На тому ж місці, де Людовик IX поставить Сент-Шапель, Роберт звелів спорудити каплицю Сен-Нікола, оскільки старовинну королівську каплицю його батько заповів ченцям ордену Святого Маґлуара.
Людовик VI Товстий (1081/1078 — 1137) і його друг абат Сюжер з монастиря Сен-Дені робили все, щоб могутність церкви поставити на служіння монархії та приборкати васалів. Перебуваючи в облозі сеньйорів, король зміцнив стіни із західної сторони фортеці, зніс старовинний донжон і побудував потужну вежу 11,70 м в діаметрі зі стінами 3-метрової товщини, яка отримала в XVI століття ім'я «Монтгомері», і простояла до XVIII століття.
Людовик VII Молодий (або Молодший) (1120—1180) збільшив королівські покої та звелів прибудувати до них молитовню, нижню каплицю яка згодом стане каплицею Консьєржері.
Філіп II Август (1165—1223) — войовничий король став новатором у галузі військової архітектури; за допомогою цілої когорти інженерів, особисто спостерігаючи за ходом робіт, він забудував увесь королівський домен фортецями, захистивши їх вежами й донжоном. Палац в Сіте ставав центром влади. 1187 року Філіпп Август приймає в замку Річарда Левине Серце, в 1193 році справляє весілля з Інгеборгою Данською, і в королівських грамотах вперше згадується про «консьєржа», який отримує платню за виконання «малого й середнього правосуддя» на території палацу. Крім того, за свідченням літописця і лікаря Ригора (Rigord), Філіпп II наказав забрукувати смердючі болота навколо палацу, запах яких йому надто докучав.
Людовик IX Святий (1214—1270) уславився як доброчесний монарх, але не був позбавлений честолюбства. Він взяв собі за мету стати світочем Західно-християнського світу і в 1239 році придбав святі реліквії Страстей Господніх, виставив їх у палаці, спеціально побудувавши для них за рекордний термін (1242—1248) розкішний релікварій — каплицю Сент-Шапель. Він же розпорядився спорудити Скарбницю Хартії; галерею де Мерсьє, що з'єднала верхню каплицю палацу з королівськими покоями; «Залу на Водах», що служила для проведення церемоній. Поступово замки-фортеці втрачають оборонну роль і стають місцем проживання. Відтепер королівська обитель повинна відповідати вимогам комфорту і розкоші.
У XIV столітті, за Філіпа IV Красивого (1268—1314), фортеця перетворилася на найрозкішніший палац у Європі. Філіп доручив коад'юторові королівства Французького (головний управитель) Ангеррану де Мариньї (майбутньому в'язневі Консьєржері) будівництво палацу, новий вигляд якого став би відображенням королівського величі. Крім того перед коад'ютором стояло завдання зробити замок якомога просторішим, щоб у ньому помістилися адміністративні служби. Заради цього експропріювали багато будинків, що стояли побіля палацу. Було побудовано: Слідчу Палату, башту Цезаря, Срібну вежу, галерею для переходу в башту Бонбек, новий фортечний мур на півдні, Рахункову Палату навпроти Сент-Шапель. На місці Королівського Залу споруджено Великий Зал, набагато просторіший за перший. У ньому поставили величезний стіл з чорного мармуру, привезеного з Німеччини, стіни обшили дерев'яними панелями, а на кожній з опорних колон стояли створені Еврардом Орлеанським поліхромні статуї королів Франції.
Іоанн II Добрий (1319—1364) останнім доклав руку до середньовічного палацу: наказав надбудувати поверхи над галереєю де Мерсьє для челяді, вибудував будинок для кухонь, квадратну вежу (Годинна вежа), на якій його син Карл V Мудрий в 1370 році наказав встановити перші міські годинники.
У кінці XIV століття завершилася історія королівського палацу. 1358 року відбулося народне повстання під керівництвом паризького прево Етьєна Марселя. Скориставшись відсутністю короля Іоанна II, взятого в полон англійцями, організував вбивство двох його радників, причому на очах у майбутнього короля Карла V. Ставши королем, Карл V залишив замок і острів Сіте та влаштував резиденцію в особняку Сен-Поль, а потім у Луврі.

## Історія Палацу Правосуддя

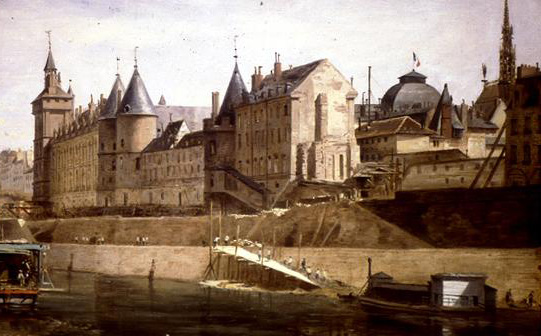

Втративши роль резиденції короля, палац у Сіте перетворюється на Палац Правосуддя.
Назва «Консьєржері» позначала то приватний особняк консьєржа, то в'язницю при судових органах. Залишаючи палац, король довіряв його охорону швейцарові. Настільки важливу посаду могли займати тільки дуже впливові особи високого рангу, серед них була королева Ізабо Баварська. При Консьєржері всередині палацових стін в усі часи було тюремне приміщення. Наприкінці XIV століття, коли сусідня в'язниця в Шатле виявилася переповненою, деяких в'язнів перевели до камери палацу. 1391 року будівля стала офіційною в'язницею. Тут були ув'язнені і політичні, і шахраї, і вбивці.
Після винесення вироку засуджених вивозили на місце страти, на Гревську площу (нині площа Отель де Віль), звернувши по дорозі до Нотр-Даму, де на паперті мало прозвучати публічне покаяння.
Умови, в яких жили злочинці повністю залежали від їхнього добробуту, статусу та зв'язків. Заможні й важливі сиділи в одиночній камері з ліжком і столом, їм дозволялося читати й писати. Менш заможні могли оплатити камеру з дуже простими меблями: жорстке ліжко й часом стіл. Такі камери називалися пістолями (пістоль — будь-яка старовинна золота європейська монета). Найбідніші спали на сіні у вогкості, темряві, а на стінах та підлозі кишіло паразитами. Такі камери називлісь «oubliettes» (від фр. Богом забуте місце). У таких умовах люди довго не жили, часто вмирали самі від хвороб.
Три вежі Консьєржері збереглися з часів Середньовіччя: вежа Цезаря, названа на честь римського імператора; Срібна вежа, в якій зберігалися королівські скарби, і Бонбек (фр. Bonbec — «добрий дзьоб»), яка отримала це ім'я через те, що в ній знаходилися камери тортур, і звідти долинав «спів» жертв.
Численні пожежі спустошували палац. Найруйнівнішою виявилася пожежа 1618 року, коли за одну ніч у вогні загинули величезні приміщення, було знищено всю ліпнину, всі скульптури, розпис плафонів Залу втрачених кроків, багато документів. 1630 року полум'я обійняло Сент-Шапель і її дивом вдалося врятувати. Королівські покої, галерею де Мерсьє, Великий під'їзд на Потужну вежу, галерею торговців, що була колись найжвавішим місцем Парижа, зруйнувала пожежа 1776 року. Реконструкцію доручили архітекторам Жаку Дені Антуану, Гійому Мартіну Кутюр'є і Демезону. Вони знесли Скарбницю Хартії, східну стіну палацу, вежу Монтгомері та збудували сучасний фасад Палацу Правосуддя, галерею Сент-Шапель, нові тюремні камери, каплицю при Консьєржері на місці молитовні XII століття.
Напередодні Революції боротьба за владу між парламентом і королем Людовиком XVI стала схожою на театральну виставу. 5 травня 1788 року парламентарі замкнулися в палаці, відмовившись видати двох людей, за якими послав Людовик XVI. 1789 року Конституанта (Установчі збори) ухвалила рішення про розпуск парламенту на невизначений термін. 1790 року Жан Сильвен Баї, мер Парижа, опечатав двері палацу. 1792 року монархія впала. Революційний трибунал, заснований у березні 1793 року, розташувався у Великих королівських покоях. У липні Робесп'єр звернувся до Комітету громадського порятунку з програмою великомасштабного терору. «Закон про підозрілих» наказував заарештовувати всіх ворогів Революції, що визнали свою вину або тільки підозрюваних в антиреволюційних поглядах.
З 1793 по 1794 роки понад 2700 чоловік постали перед Фук'є-Тенвілем, державним обвинувачем Трибуналу, серед яких були королева Марія-Антуанетта і сам Робесп'єр. 1794 року свідки і захисники були скасовані, щодня кілька десятків в'язнів вирушали на гільйотину. Трибунал було розпущено у травні 1795 року після падіння Робесп'єра.

## Судові процеси
Судові процеси у Франції публічні, нерідко залучають численну публіку. Найгучніші процеси в Палаці правосуддя:
- 1880 рік — процес над Сарою Бернар за те, що вона розірвала довічний контракт з Комеді Франсез;
- 1893 рік — Панамський скандал;
- 1898 рік — політичний процес над Емілем Золя за його прославлений памфлет «Я звинувачую»;
- 1906 рік — засудження Дрейфуса;
- 1917 рік — звинувачена в шпигунстві і засуджена до смертної кари танцівниця і шпигунка Мата Харі;
- 1932 рік — за вбивство французького президента Поля Думер засуджений на смерть російський емігрант Горгула;
- 1945 рік — суд над маршалом Петен за колабораціонізм.

## В'язні
За злою іронією долі одним з перших в'язнів Консьєржері виявився Ангеррану де Маріньї (той самий, якому Філіп Красивий доручив будівництво нового палацу). За спадкоємця Людовіка X він впав у немилість і був страчений в 1314 році.
Граф Габріель де Монтгомері, який смертельно поранив Генріха II, через кілька років опинився в Консьєржері за те, що приєднався до руху Реформації і протистояв Карлові IX. Був страчений у 1574 році.
Релігійний фанатик Франсуа Равальяк (François Ravaillac) потрапив у в'язницю через два дні після вбивства Генріха IV, його катували «чобітьми»-колодками. Після суду його піддали публічним тортурам, а потім четвертували за допомогою чотирьох коней.
Знаменита отруйниця Марі-Мадлен д'Обре, маркіза де Бренвільє в 1676 році була піддана тортурам водою, обезголовлена на Гревській площі.
Відчайдушний розбійник Картуш сидів у вежі Монтгомері, витримав тортури чобітьми, але перед колесуванням видав своїх спільників у тому числі і з дворянської знаті. Був обезголовлений у 1721. Страшні тортури переніс Робер-Франсуа Дам'єн за замах на вбивство Людовика XV. Четвертований. Графині де Ламотт за шахрайство й історію з «Кольє королеви» після суду розпеченим залізом випалили «V» (фр. voleur — злодій), публічно покарали різками і відправили до в'язниці Сальпетрієр, звідки вона втекла.
За часів французької революції сумнозвісний прокурор Фуке-Тенвіль за два роки засудив до смерті понад 2700 осіб, які чекали свою останню годину за стінами Консьєржері. Серед простих громадян були письменники, аристократи, вчені, вони ув'язнені в жахливих умовах, по кілька сотень чоловік в одній камері. Найвідомішими в'язнями в'язниці були Марія-Антуанетта, королева Франції що пішла на ешафот через 9 місяців після свого чоловіка. І Робесп'єр засновник влади терору провів свої останні дні тут. Сьогодні їх камери відкриті для публіки. [Архівовано 5 травня 2017 у Wayback Machine.]
Консьєржері мала репутацію найсуворішої в'язниці. За часів Великого терору камери вміщували кілька сотень ув'язнених, які утримувалися в жахливих умовах. До 1794 року «підозрілі» перебували в одних камерах із засудженими за звичайні кримінальні злочини. Після оголошення вердикту, засуджені до смертної страти могли влаштувати останній бенкет.
Судові процеси у Франції є публічними і нерідко залучають численну публіку. Найгучніші процеси в Палаці правосуддя: 1880 — процес над Сарою Бернар за те, що вона розірвала довічний контракт з Комеді Франсез, 1893 — Панамський скандал, 1898 — політичний процес над Емілем Золя за його прославлений памфлет «Я звинувачую», 1906 — засудження Дрейфуса, 1917 — звинувачена в шпигунстві і засуджена до смертної кари танцівниця і шпигунка Мата Харі, 1932 — за вбивство французького президента Поля Думера засуджений на смерть російський емігрант Горгулов, 1945 — суд над маршалом Петеном за колабораціонізм.

## Відвідування Консьєржері
Середньовічні зали

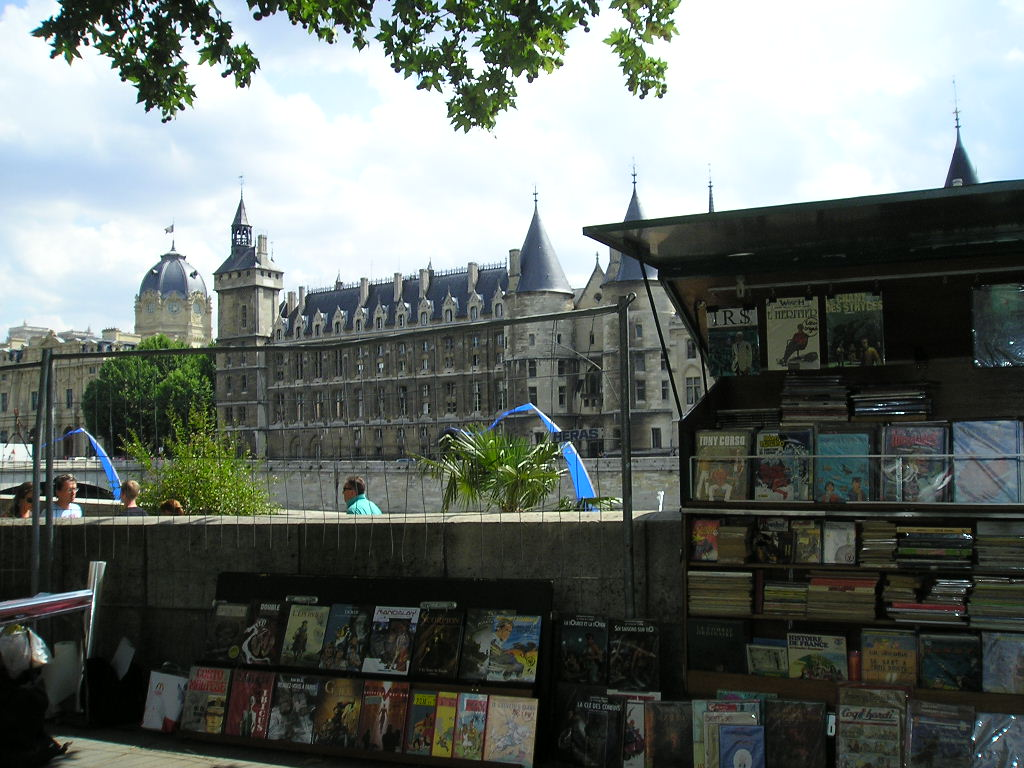
Консьєржері з боку набережної Сени

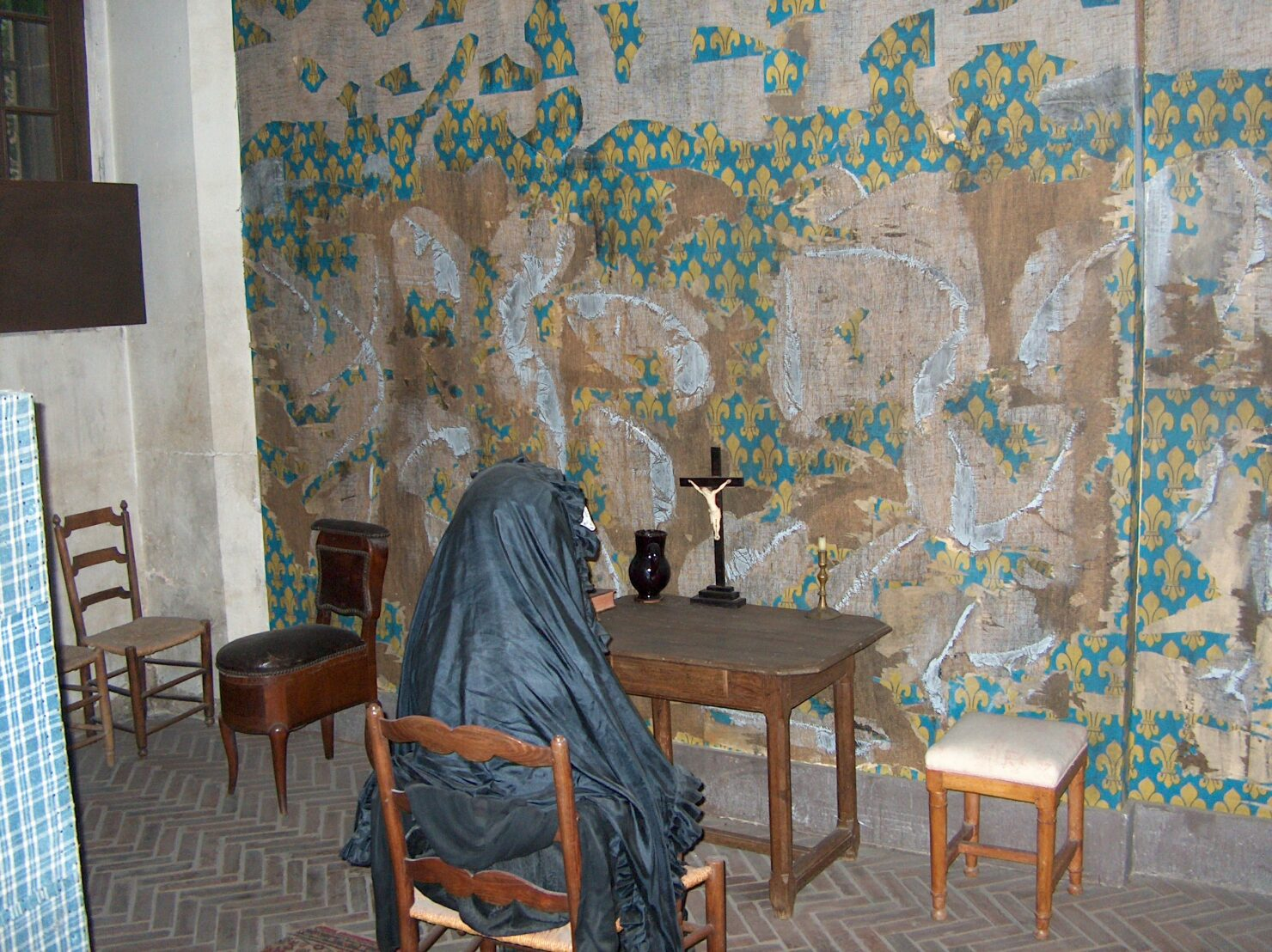
Камера-одиночка Марії-Антуанетти

Нижні поверхи, єдині, що збереглися на сьогоднішній день, були призначені для королівської гвардії та для численного персоналу (клерки, чиновники і слуги) на службі у короля і його родини, всього близько 2 000 осіб. Підлога середньовічних залів залишилася на тому ж рівні, на якому вона була у XIV столітті. Через спорудження набережних у XIX столітті рівень решті частини острова Сіте та інших його будівель піднявся.
1 — Зал Ратників, будівництво якого почалося в 1302 році, в роки правління Філіппа IV Красивого, є єдиним в Європі зразком цивільної готичної архітектури. Зал складається з чотирьох «нефів» зі стрілчастими склепіннями, завдяки подвійним віконним отворам, сліди яких видно на лівій стіні. Цей величезний обідній зал обігрівався чотирма камінами. На лівій стіні представлено фрагмент столу з чорного мармуру, який використовувався під час пишних прийомів, які монархи з династії Капетингів влаштовували у Великому парадному залі, розташованому на поверх вище. У велику Парадну залу вели гвинтові сходи, частина яких залишилася в правій частині залу.
2 — Кухонний флігель, побудований під час правління Жана Доброго (1350—1364), від якого залишився лише перший поверх, був призначений для обслуговчого персоналу короля. Продукти харчування надходили туди прямо з Сени.
3 — Вартовий зал був побудований в той самий час, що і зал Ратників. На капітелях центральної колони зображені Елоїза, Абеляр. Цей зал служив передпокою для вже не існуючих сьогодні Великих королівських покоїв, де король збирав свою раду і так званий «балдахін правосуддя» (зібрання Парламенту під головуванням Короля, яке мало на меті затвердити верховенство королівської влади). Там в 1793 році засідав Революційний трибунал.
4 — Паризька вулиця, що отримала свою назву від імені пана де Парі, який в революційну епоху був катом, призначалася для ув'язнення найбідніших злочинців, які були змушені спати на соломі. Цей простір раніше був частиною залу Ратників, але в XV столітті він був відгороджений і надбудований.
Революційні зали
Після пожежі 1776 року Людовик XVI модернізував в'язницю Консьєржері, яка потім використовувалася під час Революції.
5 — Коридор ув'язнених був головною віссю в'язниці, якою ув'язнені могли гуляти без нагляду. Тут знаходилися кабінет секретаря суду, що фіксував у книзі записів переміщення ув'язнених; під час Революції він став відповідальним за утримання ув'язнених; туалетна кімната, де у засуджених перед стратою відбиралися всі їхні особисті речі. На поверх вище можна побачити список ув'язнених в'язниці Консьєржері за часів Терору. За тюремною камерою можна судити про соціальні категорії ув'язнених, які їх займали: найбідніші, спали на соломі; багатші ув'язнені, що могли заплатити за камеру з ліжками, і, нарешті, так звані «важливі гості». У наступних залах можна бачити предмети і картини, що описують п'ять з половиною століть тюремної історії Консьєржері.
6 — Так звана «каплиця жирондистів» була побудована на місці середньовічної молитовні короля. 21 представник партії жирондистів * бенкетував там перед своєю стратою 30 жовтня 1793 року.
7 — Каплиця Марії-Антуанетти була облаштована в 1815 році саме на тому місці, де розташовувалася тюремна камера королеви.
8 — На Жіночому дворі, який був оточений двома поверхами тюремних камер, зберігся фонтан, де жінки, що потрапили до в'язниці, прали свій одяг, один з кам'яних столів, за яким вони їли, і «кут дванадцяти», або кут останніх прощань. Саме тут ув'язнені, в групах по 12 осіб, чекали прибуття воза, який відвозив на страту.
9 — Камера-одиночка Марії-Антуанетти відтворена на місці цієї камери. За ув'язненою королевою безперервно стежили два жандарми.